# Можливість
Можливість — це філософське поняття на противагу неможливості, яке відображає об'єктивно існуючий і внутрішньо зумовлений стан у його незавершеному, потенційному розвитку. Мірою можливості є імовірність.
Можливість, для реалізації якої є всі достатні умови, врешті перетворюється на дійсність.

## Історія
Уперше можливість описав Арістотель у своїй праці «Акт і потенція».

## Види
Можливості поділяються на формальні і реальні.
Формальна можливість — це можливість з низькою імовірністю здійснення, яка фактично наближається до нуля. Реальна ж можливість — це можливість, для реалізації якої склалися всі необхідні для цього умови.
Наприклад: можливість польоту людини в космос була колись тільки формальною можливістю, але тепер вона стала реальною і перетворилася на дійсність.